# John Mayer (Volleyballspieler)
John Mayer (* 11. Juni 1982  in Thousand Oaks) ist ein US-amerikanischer Volleyball- und Beachvolleyballspieler.

## Karriere Hallenvolleyball
Mayer spielte seit 2000 am  Pierce College in Los Angeles und wurde hier als Most Valuable Player 2002 Kalifornischer Meister. Anschließend war der Zuspieler bis 2005 an der Pepperdine University aktiv. Hier wurde er in seiner letzten Saison als Libero und Diagonalspieler eingesetzt und gewann die Meisterschaft der National Collegiate Athletic Association.

## Karriere Beachvolleyball
Seit 2003 ist Mayer auch im Beachvolleyball aktiv. Auf der AVP-Tour startete er u. a. mit Matt Prosser, Jeff Nygaard (Sieg 2009 in San Diego) und Bradley Keenan (Sieg 2014 in Saint Petersburg). Keenan/Mayer spielten von 2012 bis 2014 auch auf der FIVB World Tour. Mit Theodore Brunner belegte Mayer 2014 in Xiamen Platz vier. Von 2015 bis 2017 war Ryan Doherty sein Partner. Bei der Weltmeisterschaft in den Niederlanden landeten Doherty/Mayer auf Platz 17. Anschließend siegten sie bei den AVP-Open in Seattle und New Orleans und belegten Platz fünf beim FIVB Grand Slam im heimischen Long Beach sowie Platz vier beim FIVB Open in Cincinnati.  Mit Trevor Crabb gewann Mayer 2018 die FIVB-Turniere in Luzern und Jinjiang.

## Karriere als Trainer
Mayer ist auch als Volleyball- und Beachvolleyball-Trainer aktiv. Bis 2015 trainierte er die  Corsairs vom Santa Monica College, mit denen er in seiner letzten Saison Kalifornischer Meister wurde. Seitdem ist er Beachvolleyball-Cheftrainer an der Loyola Marymount University.

## Privates
Mayer ist mit der Volleyballspielerin Paola Rodriguez verheiratet und lebt in Mar Vista.